# ابطاف سفلی
ابطاف سفلی، روستایی از توابع بخش کلات شهرستان آبدانان در استان ایلام ایران است.

## جمعیت
این روستا در دهستان مورمورئ قرار دارد و براساس سرشماری مرکز آمار ایران در سال ۱۳۸۵، جمعیت آن ۱۱۷ نفر (۲۳خانوار) بوده‌است.